# Peroksidi
Peroksidi (per- +oksidi) su kemijski spojevi koji sadrže kisik sa stupnjem oksidacije -1. U molekuli imaju par međusobno spojenih kisikovih atoma (-O-O-), tako da im je opća formula R2O2, gdje R može biti vodik, jednovalentan metalni element ili organske atomske skupine. Npr. natrijevu peroksidu (Na2O2) je struktur Na-O-O-Na.

Peroksidi lako gube jedan kisikov atom i prelaze u obične okside, pa su zbog toga jaka oksidacijska sredstva. Poznati su peroksidi svih alkalnih i zemnoalkalnih metala (tj. elemenata I. A i II. A skupine).
Organski peroksidi lako se raspadaju u radikale, pa služe kao katalizatori radikalske polimerizacije. Neki organski peroksidi, npr. metil-hidroperoksid (CH3OOH) ili etil-hidroperoksid (C2H5OOH), vrlo su osjetljivi eksplozivi. Stabilnost organskih peroksida povećava se s porastom njihove molekularne mase.
Superoksidi (super- + oksidi) su kemijski spojevi koji sadrže kisik sa stupnjem oksidacije -1/2. Tvore ih teži alkalijski elementi (K, Rb i Cs). Najpoznatiji je kalijev superoksid (KO2). U stranoj literaturi nazivaju se i hiperoksidima. Poznato je i drugo značenje superoksida; da je to stari naziv za perokside.

## Važniji peroksidi metala
- Natrijev peroksid (Na2O2) je žutobijela masa koja nastaje zagrijavanjem alkalijskog metala natrija na zraku. Upotrebljava se kao jako oksidacijsko sredstvo (oksidans), kao izvor kisika u maskama za disanje, te za bijeljenje tkanina, ali u razrijeđenoj soluciji.

Natrijev peroksid oslobađa kisik i toplinu na dodir s vodom. Mala količina čistoga na vlažnoj krpi ili vlažnome papiru se zapali nakon nekog vremena, što je znak jakoga oksidansa. U dodiru s nekim metalima u prahu izaziva samozapaljenje smjese.
- Barijev peroksid (BaO2) je peroksid zemnoalkalijskog metala barija, koji se dobiva zagrijavanjem elementarnog barija s kisikom kod tlaka od 0,3 MPa. Upotrebljava se za dobivanje razrijeđenih otopina vodikovog peroksida, kao nosilac kisika za paljenje zapaljivih masa te za proizvodnju pirotehničkih sredstava, te kao katalizator pri započinjanju aluminotermijskih reakcija, kod spajanja tračnica.

## Važniji peroksidi halogenih elemenata
- Vodikov peroksid (H2O2) bezbojna je tekućina koja se vrlo lako raspada, a nečistoće, prašina i svjetlost ubrzavaju raspadanje. Struktura mu je H-O-O-H. Zbog toga se mora čuvati u tamnim bocama s dodatkom Fosfatne kiseline, mokraćne ili barbituratne kiseline koji inhibiraju utjecaj katalizatora. S vodom se miješa u svim omjerima, lako otpušta kisik pa djeluje kao jaki oksidans. Na tržište dolazi kao 3% ili 30% vodena otopina. Upotrebljava se kao sredstvo za izbjeljivanje, oksidaciju i dezinfekciju u kirurgiji. Također se koristi i u podmornicama za proizvodnju zraka (kisika), ali u većim koncentracijama.

## Ostali peroksidi
- Benzoilperoksid koristi se u liječenju akni.

## Nomenklatura
Po redoslijedu opadajućeg prioriteta pri odabiru i imenovanju glavne karakteristične skupine, peroksidi su dvadeset i prvi po redu razredni spojevi (zatim redom disulfidi, diselenidi i diteluridi).